# Green Harbor-Cedar Crest
Green Harbor-Cedar Crest era un lugar designado por el censo (en inglés census-designated place, CDP) del condado de Plymouth, Massachusetts, Estados Unidos. Fue disuelto previo al censo de 2020, y la zona fue dividida en dos CDP independientes: Green Harbor y Cedar Crest. 

## Geografía
Estaba ubicado en las coordenadas 42°4′37″N 70°39′24″O / 42.07694, -70.65667. Según la Oficina del Censo, tenía una superficie total de 5.1 km², de los cuales 4.7 km² correspondían a tierra firme y 0.4 km² estaban cubiertos de agua.

## Demografía
Según el censo de 2010, en ese momento había 2609 personas residiendo en la zona. La densidad de población era de 555 hab./km². El 98.31% de los habitantes eran blancos, el 0.11% eran afroamericanos, el 0.31% eran amerindios, el 0.23% eran asiáticos, el 0.38% eran de otras razas y el 0.65% eran de una mezcla de razas. Del total de la población, el 1.49% eran hispanos o latinos de cualquier raza.